# Distretto di Beitun
Il distretto di Beitun (北屯區S, Běitún QūP) è un distretto della municipalità di Taichung, situata a Taiwan.